# 特別地域連絡局
特別地域連絡局（とくべつちいきれんらくきょく）は1958年5月15日から1970年4月30日まで存在した総理府の内部部局。特連局と略された。特別地域とは、沖縄・小笠原諸島・北方領土を指す。

## 沿革
- 1958年5月15日、総理府の内部部局として特別地域連絡局を設置。
  - 日ソ国交回復後の北方領土関係事務にも対応するため、南方連絡事務と北方対策事務をあわせて担当する部局として、従前の南方連絡事務局を改組して設置。
  - 那覇市に設置されていた那覇日本政府南方連絡事務所を南方連絡事務局の機関から総理府の附属機関に移行。
- 1968年6月26日、小笠原諸島の本土復帰に伴い、小笠原諸島関係事務を廃止。
- 1968年5月1日、那覇日本政府南方連絡事務所を日本政府沖縄事務所に改組。
- 1970年5月1日、沖縄・北方対策庁への拡充改組に伴い、特別地域連絡局は廃止。

## 主要業務
- 琉球政府に対する技術援助
- 琉球政府に対する財政援助
- 米国民政府との協議
- 本土・南方地域間の渡航事務
- 北方領土問題に関する事務
- 旧北方領土住民に対する援護措置

## 歴代局長
- 石井通則：1958年5月15日 - 1960年11月1日
- 大竹民陟：1960年11月1日 - 1964年4月7日
- 三枝三郎：1964年4月7日 - 10月13日
- 山野幸吉：1964年10月13日 - 1970年5月1日